# Nowice (Jaworzyna Śląska)
Nowice (deutsch Neudorf) ist ein Ort in der Stadt- und Landgemeinde Jaworzyna Śląska (deutsch Königszelt) im Powiat Świdnicki der Woiwodschaft Niederschlesien in Polen.

## Lage
Der Ort liegt etwa drei Kilometer östlich von Jaworzyna Śląska (deutsch Königszelt) und neun Kilometer nördlich von Świdnica (Schweidnitz).

## Geschichte
Neudorf wurde im Zuge der Ostkolonisation von deutschen Siedlern gegründet. Besitzer war seit 1354 Nickel von Sachenkirche. Nach dem Dreißigjährigen Krieg hielt sich die mehrheitlich evangelische Bevölkerung zur Friedenskirche Schweidnitz und seit 1745 zum evangelischen Bethaus in Peterwitz. Katholisch war Neudorf nach Puschkau gepfarrt. Nach dem Ersten Schlesischen Krieg fiel Neudorf 1741 an Preußen und wurde in den Kreis Schweidnitz eingegliedert. 1784 kaufte den Ort Reichsgraf von Burghauß. 1833 war Neudorf Gastgemeinde der evangelischen Parochie Peterwitz und ab 1883 fest eingepfarrt. 1874 wurde aus den Landgemeinden Neudorf, Peterwitz, Saarau und den gleichnamigen Gutsbeszirken der Amtsbezirk Peterwitz gebildet. 1929 wurde die Landgemeinde Peterwitz in die Landgemeinde Königszelt im Amtsbezirk Königszelt eingegliedert. 1933 zählte Neudorf 423 Einwohner.
Als Folge des Zweiten Weltkriegs fiel Neudorf 1945 mit dem größten Teil Schlesiens an Polen und in Nowice umbenannt. Die deutschen Einwohner wurden vertrieben. Die neu angesiedelten Bewohner stammten teilweise aus Ostpolen, das an die Sowjetunion gefallen war. 

## Sehenswürdigkeiten
- Ehemaliger deutscher Friedhof[5]

## Persönlichkeiten
- Tadeusz Mytnik (* 1949), polnischer Straßenradrennfahrer.